# Isasicursor

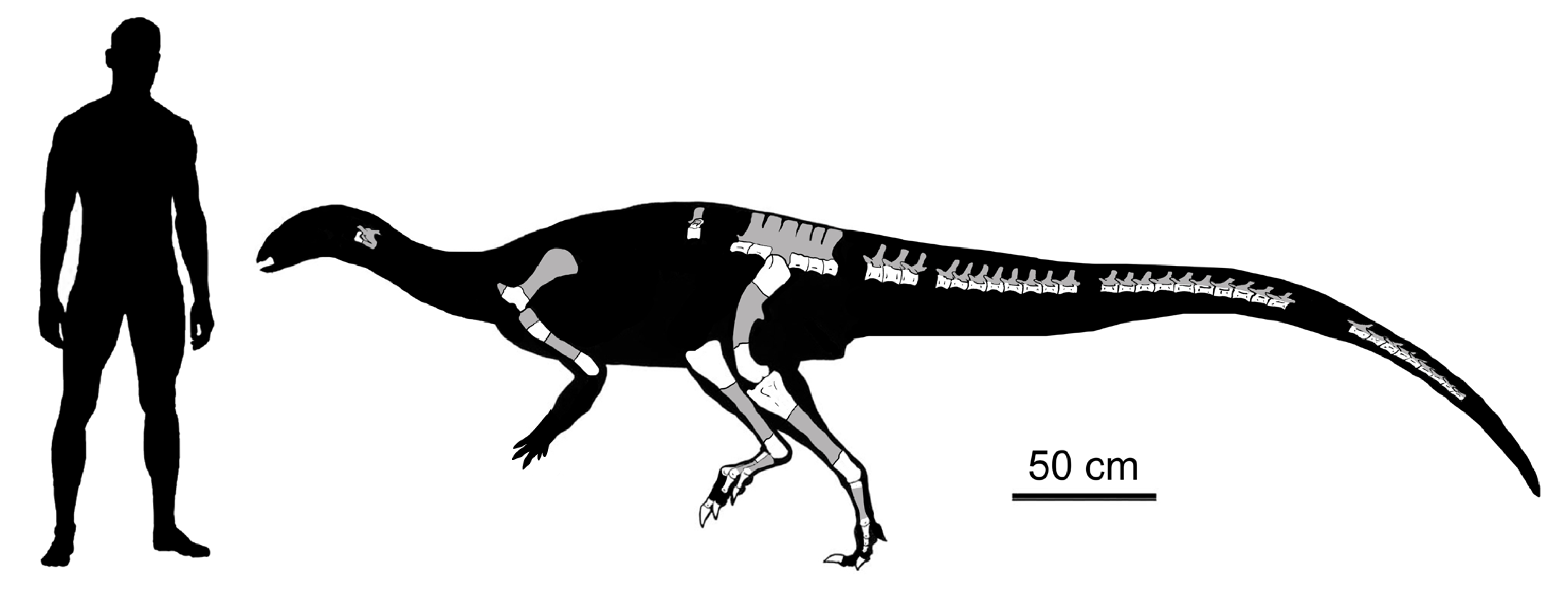
Een diagram van de gevonden botten van Isasicursor

Isasicursor santacrucensis is een plantenetende ornithischische dinosauriër, behorende tot de Euornithopoda, die tijdens het late Krijt leefde in het gebied van het huidige Argentinië.

## Vondst en naamgeving
In 1980 merkte geoloog Francisco E. Nullo op een heuvel van de Estancia Alta Vista, in de provincie Santa Cruz ten zuiden van de rivier de Centinela, de aanwezigheid op van sauropode botten. Hij maakte paleontoloog José Fernando Bonaparte hierop opmerkzaam. Bonaparte groef in 1981 een grote sauropode halswervel op. Tussen 13 en 17 januari en 14 tot 19 maart 2019 werden er nieuwe opgravingen verricht. Het lukte de oude vindplaats opnieuw te lokaliseren en daarbij werd een nieuwe vindplaats ontdekt op de Estancia La Anita. Hierbij kwam op een oppervlakte van tweeduizend vierkante meter een heel nieuwe fauna aan het licht. De sauropode vondsten werden benoemd als het nieuwe geslacht Nullotitan maar daarnaast waren er door technicus Marcelo Pablo Isasi ook botten gevonden van een nieuwe euornithopode die vlak bij zeven tanden van Mosasauridae lagen.
In 2019 werd de typesoort Isasicursor santacrucensis benoemd en beschreven door Fernando Emilio Novas, Federico Lisandro Agnolin, Sebastián Rozadilla, Alexis Mauro Aranciaga-Rolando, Federico Brisson-Egli, Matias Javier Motta, Mauricio Cerroni, Martín Daniel Ezcurra, Agustín Guillermo Martinelli, Julia S. D´Angelo, Gerardo Alvarez-Herrera, Adriel Roberto Gentil, Sergio Bogan, Nicolás Roberto Chimento, Jordi Alexis García-Marsà, Gastón Lo Coco, Sergio Eduardo Miquel, Fátima F. Brito, Ezequiel Iganacio Vera, Valeria Susana Perez Loinaze, Mariela Soledad Fernández en Leonardo Salgado. Het grote aantal auteurs is een gevolg van het feit dat in het artikel de hele fauna werd beschreven waar iedere expert zijn deel aan leverde. De geslachtsnaam eert Isasi en verbindt zijn naam met een Latijn cursor, "renner". De soortaanduiding verwijst naar de herkomst uit Santa Cruz.
Het holotype, MPM 21525, is gevonden in een laag van de bovenste Chorrilloformatie die dateert uit het Maastrichtien. Het bestaat uit de bovenzijde van een linkerscheenbeen.
Verschillende botten van dezelfde locatie werden aangewezen als paratypen. Het betreft de specimina MPM 21526: een stuk halswervel; MPM 21527: twee middelste ruggenwervels; MPM 21528: een heiligbeen minus de derde sacrale wervel; MPM 21529: dertig voorste, middelste en achterste staartwervels van verschillende individuen; MPM 21530: de onderkant van een rechterschouderblad; MPM 21531: het onderste uiteinde van een linkeropperarmbeen; MPM 21532: het hoofdlichaam van een linkerschaambeen; MPM 21533: een stel jonge dieren waarvan de bovenzijde van een rechterdijbeen, drie bovenzijden van een linkerdijbeen, drie onderzijden van een linkerdijbeen en twee schachten van een dijbeen; MPM 21534: het onderste uiteinde van een scheenbeen; MPM 21535: de uiteinden van een tweede middenvoetsbeen; MPM 21536: het onderste uiteinde van een derde linkermiddenvoetsbeen; MPM 21537: de uiteinden van een vierde middenvoetsbeen; MPM 21538: het vierde middenvoetsbeen van een jong dier; MPM 21539L het eerste kootje van de eerste teen, eerste kootje van de tweede teen en het tweede en derde kootje van de vierde teen; MPM 21540: zes voetklauwen; en MPM 21541: de tweede kootje van de tweede en derde teen van jonge dieren.
De vondsten vertegenwoordigen minstens vier individuen. Ze zijn gevonden in een laag van vijf meter lang en een halve meter dik. De fossielen maken deel uit van de collectie van het Museo Regional Provincial “Padre Molina”.

## Beschrijving

### Grootte en onderscheidende kenmerken
Isasicursor is vier tot vijf meter lang.
De beschrijvers wisten vijf onderscheidende kenmerken vast te stellen. Het zijn autapomorfieën, unieke afgeleide eigenschappen. Het heiligbeen is naar beneden gekromd. De eerste en tweede sacrale wervel zijn via een pen-en-gatverbinding met elkaar verbonden. Bij het scheenbeen is de crista cnemialis verdikt en sterk naar boven uitstekend. Op het bovenvlak van het scheenbeen heeft de buitenste achterste lob een extra naar voren en bezijden gericht uitsteeksel. Het tweede middenvoetsbeen heeft op de buitenzijde een putje voor het gewrichtskapsel dat hoger ligt dan normaal.

### Skelet
De halswervel is gekield en zijdelings afgeplat. De amficoele ruggenwervels tonen geen speciale details. Het heiligbeen telt zes sacrale wervels en is tamelijk robuust. Dat het bol naar beneden kromt, is uitzonderlijk. De gekielde eerste sacrale wervel is sterk zijdelings verbreed. De tweede sacrale wervel heeft een kiel die uitloopt in uitsteeksel dat in een gat in het ovale achterfacet van de eerste wervel past; normaliter is hun contact vlak. De vierde wervel heeft een lengtetrog op de onderzijde met alleen vooraan een lage richel. Het voorfacet is vierkant, het achterfacet zeshoekig. De vijfde wervel heeft dezelfde morfologie van de onderzijde. Hij is weer ovaal aan de voorzijde maar rechthoekig aan de achterzijde. Ook de zesde wervel steekt met een pin in de vijfde. De staartwervels zijn licht amficoel en hebben lengtetrog. Zijrichels nemen naar achteren in ontwikkeling toe zodat uiteindelijk een zeshoekige dwarsdoorsnede ontstaat.
Bij het schouderblad is de uitholling boven het schoudergewricht rond en ondiep zoals bij Gasparinisaura en Trinisaura. De voorpoot is relatief lang maar korter dan de achterpoot. De gang was vermoedelijk facultatief tweebenig: bij een hoge snelheid liep het dier op alleen de achterpoten. Dat de voorpoot niet voor een krachtige afzet gebruikt werd, blijkt uit de tot een lage richel gereduceerde deltopectorale kam van het opperarmbeen. De buitenzijde daarvan wordt doorsneden door talrijke verruwingen voor pezen. Het opperarmbeen buigt naar buiten toe. Beide laatste kenmerken zijn typisch elasmarisch.
Het schaambeen raakte kennelijk de processus obturatorius van het zitbeen niet wat betekent dat het foramen obturatum niet gesloten is maar naar beneden open.
Bij het dijbeen is de trochanter major bovenaan bol en aan de binnenzijde door een groeve gescheiden van de vooraan smalle  trochanter minor. Tussen de onderste gewrichtsknobbels is de voorste groeve niet goed ontwikkeld. De binnenste knobbel is niet naar buiten verbreed. Bij het scheenbeen geeft de bovenwaartse verbreding van de crista cnemialis, tot boven het gewrichtsvlak, deze een driehoekig profiel. Deze kam is ook overdwars verdikt, met een ronde top. De crista lateralis is eveneens dik, met een rechte voorrand. De driehoekige buitenste lob van het bovenvlak heeft een special schuin naar voren gericht uitsteeksel. De onderste buitenste beenstijl heeft een langwerpige kam die in het midden een verheffing vormt. De binnenste stijl is niet naar voren gebogen. Bij de jonge dieren zijn al deze kenmerken op het onderste gedeelte van het scheenbeen minder geprononceerd.
Het tweede middenvoetsbeen is bovenaan overdwars afgeplat en van voor naar achteren verdikt, een synapomorfie van de Elasmaria. De verdikking blijft echter beperkt. Bij het derde middenvoetsbeen is de binnenste onderste gewrichtsknobbel de grootste. Bij het opvallend robuuste vierde middenvoetsbeen vormt de bovenste buitenrand een scherpe richel; bij Talenkauen, Morrosaurus en de Styracosterna is dit stuk afgerond. Het ondervlak vormt een parallellogram waarvan de achterrand meer naar binnen steekt maar naar buiten omgekruld is. De teenkootjes zijn stevig en kort, ook van voor naar achter, een afgeleid kenmerk. De voetklauwen zijn niet hoefvormig maar scherp, zij het met een platte onderkant.

## Fylogenie
Isasicursor werd in de Elasmaria geplaatst, zij het zonder exacte cladistische analyse zodat de onderlinge verwantschappen onduidelijk blijven. Indien de plaatsing klopt, maakt dat het dier tot de jongste bekende euornithopode uit het zuidelijk halfrond die basaal in de Iguanodontia staat.

## Levenswijze
Isasicursor was een planteneter. De beschrijvers achten het waarschijnlijk dat de Elasmaria samenleefden met grotere Hadrosauroidea en dan een aparte niche exploiteerden. Hadrosauroidea zijn op de vindplaats niet aangetroffen. In zekere zin was er ook een nicheverdeling met de reusachtige Sauropoda. Isasicursor werd vermoedelijk bejaagd door een lid van de Megaraptoridae waarvan de botten op de locatie gevonden zijn: Maip.
Dat de resten van ouderen en jongere dieren door elkaar gevonden zijn, zagen de beschrijvers als een bewijs voor de hypothese dat Isasicursor in kudden leefde.